# 侯健
侯 健（こう けん）は、中国の小説で四大奇書の一つである『水滸伝』の登場人物。
梁山泊第七十一位の好漢。地遂星の生まれ変わり。背が低く色黒、手足が長く身のこなしが俊敏だったためテナガザルを意味する通臂猿（つうひえん）と渾名される。なお彼の姓「侯」は猿を意味する「猴」と同音でありそれも踏まえての命名であると思われる。薛永に槍棒を習っているが下手の横好きであり、卓越した裁縫刺繍の技量をもって、梁山泊の好漢たちの衣装・旌旗・戦袍・甲冑・種々の幕などの図案の製作や作成、監督を担った。式典や戦場などの場面で梁山泊の好漢たちの威容を称える美文、韻文においてその豪華絢爛な衣装や陣容について活写され、その見事な裁縫の技術を垣間見る事が出来る。

## 生涯
侯健は洪都出身の仕立て屋で、江州の元通判（副知事）黄文炳の家に雇われていた。ある日、自身の槍棒の師匠である薛永が訪ねてきて世間話をするうち、彼の口から自分は梁山泊の好漢たちの仲間に入り、今、己の出世のために天下の義士宋江に謀反の罪をでっち上げて処刑しようとした黄文炳に復讐しようとしているのでこれに協力して欲しいと頼まれた。黄文炳は日頃評判が悪く、侯健も快く思っていなかったのでこれを承諾、晁蓋、宋江をはじめとする梁山泊の面々が逗留している掲陽鎮の穆弘の屋敷を訪れ、ここで黄文炳の屋敷の内情を報告し、その襲撃も手引きした。この功績で侯健は梁山泊への仲間入りを認められ、江州をあとにした。
梁山泊入山後はその仕立て屋としての腕を買われ梁山泊の好漢たちの衣装・旗指物・戦袍・甲冑などや旌旗、山塞内の幟や幕などの製作・管理を一手に担い百八星集結後も一貫して同じ職務を担当、また梁山泊の象徴とも言える山頂にはためく「替天行道（天に替わりて道を行う）」の杏黄旗も侯健が手がけたものである。梁山泊が官軍に帰順した後、各地を転戦した後もこの仕事を続け実際に戦場立つ機会は無かったが、方臘との戦いが激しくなるにつれ、侯健も前線に出ざるを得ない状況になる。そして杭州攻略の際、水郷である杭州城攻略のため侯健も張横の船に乗り込むが、西湖へ進入する際、折からの強風に煽られて船が転覆、張横らは水練に長けていたため無事だったが、侯健はカナヅチだったため水中に投げ出された後、そのまま溺死した。